# Il becco del fringuello
Il becco del fringuello: Giorno per giorno l'evoluzione della specie (The Beak of the Finch: A Story of Evolution in Our Time) è un saggio divulgativo di zoologia di Jonathan Weiner pubblicato nella prima edizione in lingua inglese nel 1994, vincitore del Premio Pulitzer per la saggistica nel 1995.

## Contenuto
I "fringuelli" sono i fringuelli di Darwin, passeriformi endemici delle isole Galápagos il cui studio è stato importante per lo sviluppo della teoria dell'evoluzione per selezione naturale ad opera di Charles Darwin. In questo saggio Weiner descrive gli studi di Peter e Rosemary Grant, ornitologi esperti impegnati in un lungo e tenace studio: cercare di osservare il fenomeno dell'evoluzione a Daphne Mayor, un piccolo isolotto vulcanico delle Galápagos. Le osservazioni dei Grant sui fringuelli delle Galápagos hanno mostrato come i cambiamenti evolutivi si verifichino in periodi di tempo relativamente brevi, molto più rapidamente di quanto supposto fino ad allora. L'epistemologo Kim Sterelny ha rilevato come le osservazioni dei Grant corroborino la teoria degli equilibri punteggiati di Stephen Jay Gould e Niles Eldredge. Per queste ricerche, ai coniugi Grant è stato attribuito nel 2005 il prestigioso Premio Balzan

### Capitoli del saggio
- Parte prima: L'evoluzione dal vivo

1. Daphne Mayor
2. Ciò che Darwin vide
3. Varietà infinita
4. I becchi di Darwin
5. Una provvidenza speciale
6. Le forze di Darwin
7. Venticinquemila darwin

- Parte seconda: Nuovi esseri viventi

1. Princeton
2. La creazione per variazione
3. La spada folgorante
4. Confini invisibili
5. Separazioni cosmiche
6. Fusione o fissione
7. Nuovi esseri

- Parte terza: G.O.D.: o la generazione di diversità

1. Caratteri invisibili
2. Un esperimento enorme
3. Il potere dell'estraneo
4. Il movimento di resistenza
5. Un partner nel processo
6. Il becco incrociato metafisico

- Epilogo: Dio e le Galápagos

## Edizioni
- Jonathan Weiner, The beak of the finch: a story of evolution in our time, New York: Alfred A. Knopf, 332 p. ISBN 0-679-40003-6.
- Jonathan Weiner, Il becco del fringuello: Giorno per giorno l'evoluzione della specie, traduzione di Giovanna Praderio e Davide Scalmani, Saggi, Arnoldo Mondadori Editore - Milano, 1995,  p. 333, ISBN 88-04-34011-8.